# 涙のアトが消える頃
「涙のアトが消える頃」（なみだのアトがきえるころ）は、V6の43枚目のシングル。2014年8月27日にavex traxから発売された。

## 解説
表題曲「涙のアトが消える頃」はラップパートと歌パートが織り込まれたセンチメンタルなバラード。通常の14人編成よりも大人数の22人編成のストリングスで壮大さを演出している。
メンバーそれぞれに設定があり、MVでは女性と別れる物語のラストシーンを演じている。
- 透〈43〉- 坂本昌行：都内の飲食店経営者（『言えない理由（ワケ）』）
- 圭輔〈37〉- 長野博：海外転勤が決まったエリート商社マン（『青天のヘキレキ』）
- 陽太郎〈35〉- 井ノ原快彦：常に笑顔の保育士（『微笑みに隠したナミダ』）
- 樹〈32〉- 森田剛：バンドマンを志していた派遣会社社員（『君のためのサヨナラ』）
- 航輝〈34〉- 三宅健：記念日マニアな営業マン（『すれ違いのサプライズ』）
- 旬児〈33〉- 岡田准一：新進気鋭のファッションデザイナー（『それぞれのランウェイ』）

## 収録曲

### CD
※「GOOD LIFE」以降、通常盤のみ収録。
1. 涙のアトが消える頃
作詞：kei
作曲：GT-R
編曲：CHOKKAKU
  - 井ノ原快彦出演 テレビ朝日系ドラマ『警視庁捜査一課9係 season9』主題歌[2]
2. BEAT OF LIFE
作詞：Sunny Boy
作曲：Fredrik "Figge" Bostrom・川口進
編曲：川口進
  - TBS系『アメージパング!』テーマソング[2]
3. GOOD LIFE
作詞：MiNE
作曲：Andreas Ohrn・Henrik Smith・MiNE
編曲：Andreas Ohrn・ Henrik Smith
4. 僕たちの明日
作詞：Komei Kobayashi
作曲：川口進・Joakim Bjornberg・Christofer Erixon
編曲：川口進・久米康隆
5. 涙のアトが消える頃（instrumental）
6. BEAT OF LIFE（instrumental）
7. GOOD LIFE（instrumental）
8. 僕たちの明日（instrumental）

### DVD

#### 初回生産限定盤A
1. 涙のアトが消える頃 MUSIC VIDEO
2. 涙のアトが消える頃 MVオフショット

#### 初回生産限定盤B
1. V6の楽屋人生相談会!?(仮)